# 誰も知らない (みんなのうた)
『誰も知らない』（だれもしらない）は、NHKの歌番組『みんなのうた』で放送された楽曲。
1961年から放送が始まった『みんなのうた』で、『おお牧場はみどり』とともに第1回の放送（1961年4月3日）に使用された。

## 概要
1960年1月にNHKが初めて制作した短編アニメーション番組「新しい動画 3つのはなし」の責任者であった後藤田純生が、その同1961年秋に帯番組として企画したのが「みんなのうた」であった。もともと音楽番組を試行していた後藤田が「3つのはなし」の経験を生かして、楽曲にアニメーション映像をつけることを思い立ち、用意した6つの楽曲と映像のうちの一つが『誰も知らない』である。
『誰も知らない』の映像の製作にあたっては、楽曲に合わせて放映するアニメーションの制作を、「新しい動画 3つのはなし」において構成とイラストを担当した内の二人である和田誠と中原収一に依頼し制作された。
本作品『誰も知らない』は「みんなのうた」で放送された最初のオリジナル楽曲であり、同番組初のアニメーション作品である。
その後1965年12月 - 1966年1月に音声と映像を新たに作成したリメイク版を放送、後年の再放送ではこのリメイク版が主に再放送されている。なお『みんなのうた』DVD-BOXでは、2004年に「NHKソフトウエア」から発売されたバージョンには初回版が収録されていたが、2011年に「NHKエンタープライズ」から発売されたバージョンにはリメイク版に変更された。

## 作品データ
- うた : 楠トシエ
- 作詞 : 谷川俊太郎
- 作曲 : 中田喜直
- 映像アニメ : 和田誠、中原収一（リメイク版は和田誠のみ）

初回版の放送フォーマットは、映像前半は和田版、後半は中原版で、双方とも1・2・4番を流した（3番は省略）、これに対しリメイク版は4番全部流した。リメイク版の音声は「イントロ部がオリジナルと同じ2小節」（初回は3小節）や「1・3番の歌の終りに、楠の『シーッ!』の台詞が入る」などの相違点がある。
なお4番の歌詞に「大きな象」があるが、オリジナル版は「人食い土人」となっていた。キングレコードから発売された『みんなのうた』LPレコードにはオリジナル歌詞が収録された。

## 再放送
- 2003年6月 - 7月 - 地上波版『なつかしのみんなのうた』として放送。これのみ初回版だが、中原版は1番だけ放送。
- 2006年6月 - 7月 - ここから全てリメイク版。
- 2006年8月6日 - BS2版『なつかしのみんなのうた』で放送。
- 2006年10月8日 - 同上。
- 2007年1月1日 - 同上。
- 2018年4月 - 5月 - ラジオのみ。
- 2021年6月 - テレビでは『あわて床屋』（1961年放送初回）・『トレロカモミロ』と合わせてメドレー（本曲のみフルコーラス）で放送し、視聴者からの思い出のナレーションが添えられた。ラジオでは『トレロカモミロ』と共に放送（双方ともフルコーラス）。なおテレビ版映像はサイドパネルを添え、歌詞テロップはニュープリントとなった。

## 以後の「みんなのうた」楽曲作品への影響
「誰も知らない」が放送された当初、同作品がアニメーションでの構成だったことに対し、NHK局内上層部から批判的な意見が向けられたが、視聴者や外部識者からは支持されたため、同番組内での以降の楽曲においても、アニメーションでの構成制作がコンスタントに行なわれるようになった。